# Kršan
Kršan est un village et une municipalité située dans le comitat d'Istrie, en Croatie. Au recensement de 2001, la municipalité comptait 3 264 habitants, dont 75,61 % de Croates et le village seul comptait 227 habitants.

## Istro-roumain
Kršan est l'une des municipalités d'Istrie où l'on parle encore l'istro-roumain dans certains villages du nord, sur la pente ouest du mont Učka ("Monte Maggiore" en italien), au-delà de l'ancien lac artificiel de Čepić, aujourd'hui asséché et voué à l'agriculture.
Le plus grand de ces villages est Šušnjevica (Șușńievițe ou Susńievița en istro-roumain).
Plus à l'est et au sud on trouve Nova Vas (Noselo ou Nosela), Jesenovik (Sucodru), Kostrčani (Costârceån), et Letaj (Letai).
Ces villages se dépeuplent, les jeunes quittant l'intérieur de l'Istrie vers les villes côtières (Rijeka, Opatija, Pula, Pazin...).
On suppose que les Istro-roumains se sont établis en Istrie dès le XIIe siècle, puisqu’un certain Radul (prénom roumain) est alors mentionné en tant que prince d’Istrie.
Cependant, les premières attestations documentaires de cette population datent de 1329, lorsque des chroniques serbes parlent de Valaques vivant dans cette région.
Cela suggère que les Istro-roumains habiteraient l’Istrie depuis le XIVe siècle ou même avant. Certains historiens et linguistes roumains et croates supposent qu’ils sont originaires du bassin des Carpates et qu’ils sont venus de Transylvanie il y a près de 1000 ans ; d'autres, qu'ils ont fui leurs terroirs d'origine devant les invasions turques.
Latinophones, la majorité des Istro-roumains ont été contraints de quitter l'Istrie pour l'Italie peu de temps après la Seconde guerre mondiale, à la suite de l'annexion de l'Istrie par la Yougoslavie. Leur nombre s'est ainsi réduit du fait de l'assimilation par les nationalités environnantes, italienne ou croate.

## Localités
En 2006, la municipalité de Kršan comptait 23 localités :
| - Blaškovići - Boljevići - Čambarelići - Jesenovik (Sucodru) - Kostrčani (Costârceån) - Kožljak - Kršan - Lanišće | - Lazarići - Letaj (Letai) - Nova Vas (Noselo ou Nosela) - Plomin - Plomin Luka - Polje Čepić - Potpićan - Purgarija Čepić | - Stepčići - Šušnjevica (Șușńievițe ou Susńievița) - Veljaki - Vozilići - Zagorje - Zankovci - Zatka Čepić |